# Манзаніта (Орегон)
Манзаніта (англ. Manzanita) — місто (англ. city) в США, в окрузі Тілламук штату Орегон. Населення — 603 особи (2020).

## Географія
Манзаніта розташована за координатами 45°43′0″ пн. ш. 123°56′6″ зх. д. / 45.71667° пн. ш. 123.93500° зх. д. (45.716582, -123.935073).  За даними Бюро перепису населення США в 2010 році місто мало площу 2,13 км², уся площа — суходіл.

## Демографія
Згідно з переписом 2010 року, у місті мешкало 598 осіб у 315 домогосподарствах у складі 176 родин. Густота населення становила 281 особа/км².  Було 1285 помешкань (604/км²).
Расовий склад населення:
| - 91,6 % — білих - 1,8 % — азіатів - 1,2 % — чорних або афроамериканців - 0,2 % — корінних американців - 1,2 % — осіб інших рас |

До двох чи більше рас належало 4,0 %. Частка іспаномовних становила 6,2 % від усіх жителів.
За віковим діапазоном населення розподілялося таким чином: 10,0 % — особи молодші 18 років, 53,0 % — особи у віці 18—64 років, 37,0 % — особи у віці 65 років та старші. Медіана віку мешканця становила 59,9 року. На 100 осіб жіночої статі у місті припадало 92,9 чоловіків;  на 100 жінок у віці від 18 років та старших — 92,1 чоловіків також старших 18 років.
Середній дохід на одне домашнє господарство  становив 59 935 доларів США (медіана — 51 429), а середній дохід на одну сім'ю — 73 152 долари (медіана — 62 000). За межею бідності перебувало 16,0 % осіб, у тому числі 23,6 % дітей у віці до 18 років та 4,5 % осіб у віці 65 років та старших.
Цивільне працевлаштоване населення становило 86 осіб. Основні галузі зайнятості: мистецтво, розваги та відпочинок — 31,4 %, науковці, спеціалісти, менеджери — 20,9 %, виробництво — 15,1 %.